# Crémines
Crémines je obec v okrese Bernský Jura v kantonu Bern ve Švýcarsku. Žije zde 510 obyvatel.

## Geografie
Crémines leží v nadmořské výšce kolem 616 m, vzdušnou čarou 5 km východně od městečka Moutier. Obec se rozkládá podél potoka La Raus v masivu Jury, v oblasti zvané Cornetu, východní části údolí, které je známé také jako Grand Val.
Území obce o rozloze 9,4 km² pokrývá část údolí Grand Val, které je na severu ohraničeno jurským masivem Mont Raimeux. Centrální část území tvoří údolní kotlina, kterou protéká řeka Raus, do níž se zprava vlévá potok Gaibiat. Na severu se území obce rozkládá na strmém svahu Mont Raimeux, který je protkán vápencovými skalami, až na jeho náhorní plošinu. Na této plošině se nacházejí typické jurské vysokohorské pastviny s velkými smrky stojícími jednotlivě nebo ve skupinách. Nejvyšší bod Crémines, 1250 m n. m., se nachází na hřebeni Mont Raimeux. Na jihu zasahuje území obce do soutěsky Gänsbrunnen, průlomového údolí, které na západě lemuje vrch Oberdörferberg (1169 m n. m. na území Crémines v Haute Joux) a na východě Walenmatt (až 1200 m n. m.). V roce 1997 byla 4 % území obce pokryta zastavěnou plochou, 53 % lesy a lesními porosty, 42 % zemědělstvím a o něco méně než 1 % neproduktivní půdou.
K obci Crémines patří zemědělská osada Raimeux de Crémines (1116 m n. m.) na náhorní plošině Mont Raimeux a několik samostatných zemědělských podniků. Sousedními obcemi Crémines jsou Grandval a Corcelles v kantonu Bern, Val Terbi a Courrendlin v kantonu Jura a Welschenrohr-Gänsbrunnen v kantonu Solothurn.

## Historie

Letecký pohled (1934)

První písemná zmínka o Crémines pochází z roku 1461 pod názvem Crimene, později se objevuje název Cremin. Nález hrobů z raného středověku však naznačuje, že oblast byla osídlena mnohem dříve. Až do konce 18. století patřilo Crémines k opatství Moutier-Grandval v basilejském knížecím biskupství. V letech 1797–1815 patřilo Crémines k Francii a zpočátku bylo součástí départementu Mont-Terrible, který byl v roce 1800 sloučen s départementem Haut-Rhin. Na základě rozhodnutí Vídeňského kongresu v roce 1815 se obec stala součástí okresu Moutier v kantonu Bern. Od roku 1967 existuje mezi obcemi regionu Cornet komunální spolupráce v oblasti zásobování vodou, čištění odpadních vod a základní školy.

## Obyvatelstvo
| Vývoj počtu obyvatel | Vývoj počtu obyvatel | Vývoj počtu obyvatel | Vývoj počtu obyvatel | Vývoj počtu obyvatel | Vývoj počtu obyvatel | Vývoj počtu obyvatel | Vývoj počtu obyvatel | Vývoj počtu obyvatel | Vývoj počtu obyvatel | Vývoj počtu obyvatel | Vývoj počtu obyvatel |
| -------------------- | -------------------- | -------------------- | -------------------- | -------------------- | -------------------- | -------------------- | -------------------- | -------------------- | -------------------- | -------------------- | -------------------- |
| Rok                  | 1850                 | 1900                 | 1910                 | 1930                 | 1950                 | 1960                 | 1970                 | 1980                 | 1990                 | 2000                 |                      |
| Počet obyvatel       | 297                  | 383                  | 490                  | 517                  | 497                  | 548                  | 560                  | 512                  | 513                  | 577                  |                      |

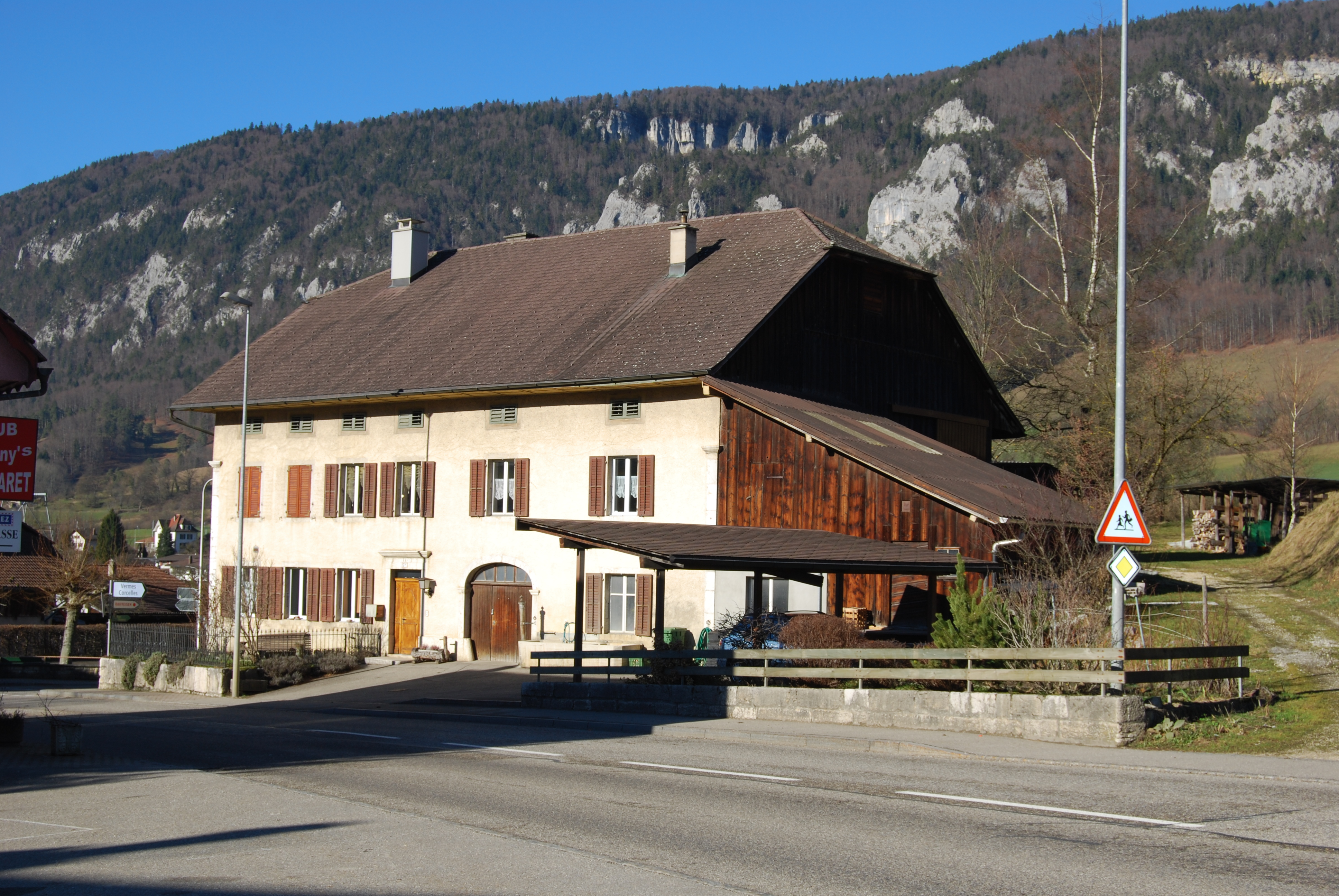
Tradiční architektura v obci

Z celkového počtu obyvatel je 80,4 % francouzsky mluvících, 14,0 % německy mluvících a 1,7 % španělsky mluvících (k roku 2000).

## Hospodářství

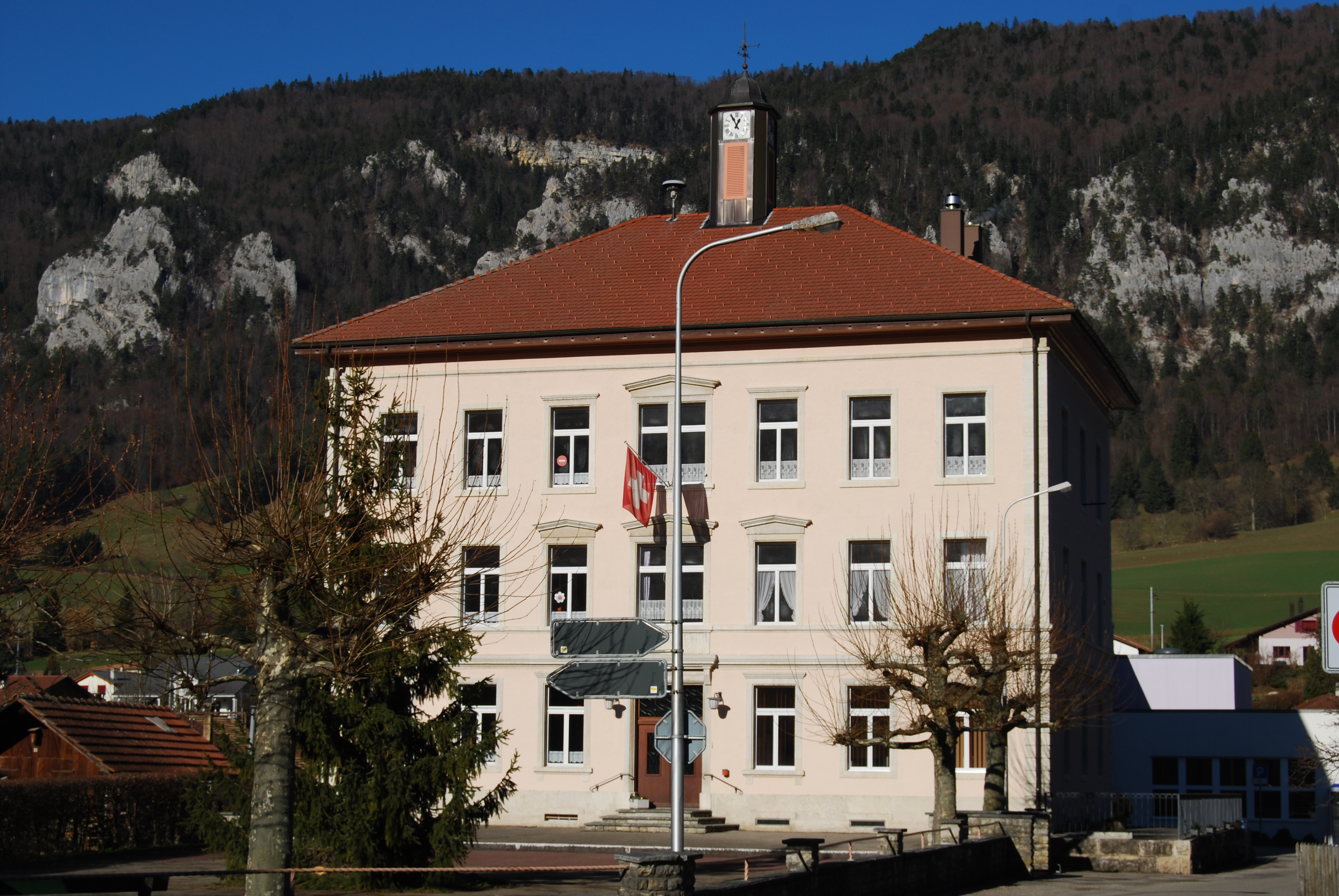
Škola

Až do roku 1900 se obyvatelé Crémines živili zemědělstvím, hodinářstvím a hrnčířstvím, především jako podomáckým průmyslem. S rozvojem průmyslu obráběcích strojů v moutierském údolí se v Crémines usadila také řada podniků. V průběhu 20. století přibyla továrna na lepenkové krabice a polygrafický průmysl. V posledních desetiletích se Crémines postupně vyvinulo v rezidenční obec.

## Doprava
Obec leží na hlavní silnici z Moutier do Balsthalu.
Obec obsluhují celkem čtyři železniční stanice, všechny na trati Solothurn–Moutier, která je v provozu od 1. srpna 1908. Mezi samotným nádražím Crémines a zastávkou Crémines Zoo se nachází zastávka Corcelles, která leží přesně na hranici mezi obcemi Crémines a Corcelles; na jihu pak následuje Gänsbrunnen. Tato stanice se také stále nachází v obci Crémines, ačkoli je pojmenována podle obce Gänsbrunnen v kantonu Solothurn.